# Filho de santo
Filho ou filha de santo é toda pessoa que, efetivamente, tem um compromisso com o orixá, vodum ou inquice e com a religião do candomblé, ou demais religiões afro, podendo chegar à feitura de santo. No candomblé, é através de uma consulta ao jogo de búzios merindilogum que a pessoa fica sabendo se precisa fazer algum ritual.

## Lavagem de contas
"Lavagem de contas" é a lavagem com folhas sagradas de um fio de conta do orixá da pessoa, que deverá ser usado como medida de proteção. A partir do momento em que a pessoa tenha o colar ritual, pode considerar-se filho da casa, passando a frequentar o terreiro e participando de cerimônias públicas.

## Bori
Bori é um ritual que se torna necessário quando o jogo de búzios diz que a pessoa precisa de proteção maior do que o uso de um fio de contas (colar ritual). A partir desse ritual, a pessoa passa a ser um filho de santo.